# Kiek in de Kök (Tallinn)

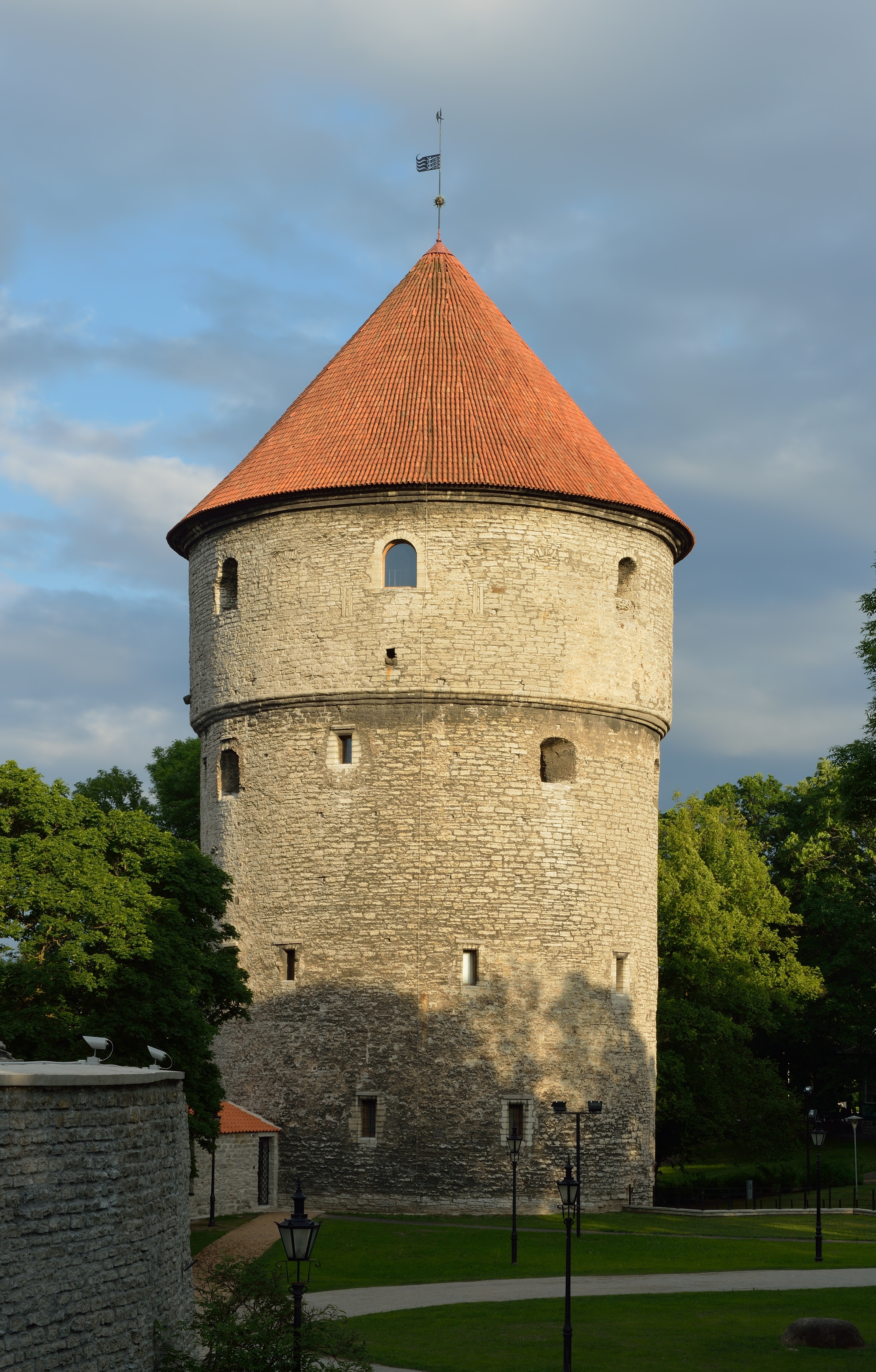
Kiek in de Kök

Kiek in de Kök – jedna z baszt w stolicy Estonii, Tallinnie, wzniesiona w roku 1475. Jej wysokość wynosi 38 m, średnica zewnętrzna 17 m, grubość murów 3–4 m. Swego czasu była to największa wieża tego rodzaju na północy Europy.
Podczas wojen inflanckich wieża uległa uszkodzeniom wskutek ostrzału artyleryjskiego w roku 1577, o czym świadczą wmurowane kule armatnie. W ostatnich latach wieża została starannie zrekonstruowana i mieści obecnie oddział tallińskiego muzeum miejskiego. 